# 庄晋太郎

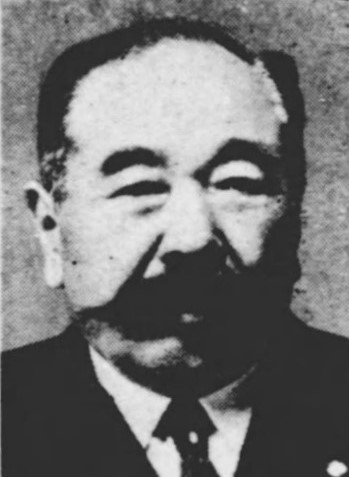
庄晋太郎

庄 晋太郎（しょう しんたろう、1870年4月11日（明治3年3月11日） - 1939年（昭和14年）9月14日）は、日本の清酒醸造家、政治家。衆議院議員（山口県第一区選出、当選回数は4回）。沖ノ山炭鉱相談役。山口県水産会長。宇部商工会議所副会頭。族籍は山口県士族。

## 経歴
長門国厚狭郡宇部村（現・山口県宇部市）生まれ。庄俊輔の長男。家は代々毛利家の宿老福原家の臣で、父は維新の際勤王の志士であった。
1891年（明治24年）、明治法律学校（現・明治大学）卒業。酒造業を営む。山陽採炭常務取締役、長陽炭鉱、神原炭鉱、沖ノ山炭鉱、宇部銀行、宇部鉄道、宇部セメント製造各重役である。
宇部村会議員、宇部市会議員、同参事会員、山口県会議員、同議長となる。また山口地方森林会議員、山口県水産会長等を務める。1928年（昭和3年）第1回普通選挙において衆院議員に初当選。立憲政友会に所属。

## 人物
住所は宇部市西区朝日町、同市大字小串。

## 栄典
- 1925年4月16日 - 紺綬褒章[3][6][7]
  - 1921年4月、宇部中学校建設費金5万3千円を寄付する[3]。

## 家族・親族
庄家
- 父・俊輔（山口士族）[6][7]
- 母・ヒサ（1854年 - ?、山口士族、伊藤圭太の長女）[8]
- 弟・九一（1872年 - 、日米礦油社長） - 1910年、分家する[6][7]。
- 妻・チトセ（1880年 - ?、山口士族、俵田勘兵衛の六女）[6][8]
- 二男・忠人[6]（1899年 - 1952年、衆議院議員[2]）
- 三男・武彦（1901年 - ?、沖ノ山炭鉱技師）[6]
- 四男[6]
- 長女[6]
- 二女[6]
- 三女[6]
- 孫[6]